# 和田研究所
和田研究所（わだけんきゅうじょ、英: Wada Laboratory）は、美容研究家の和田静郎によって1957年に設立された日本の健康と美容の研究団体。所長は和田健太郎。運営は東京都新宿区に所在する和田商事株式会社。

## 概要
美容研究家の和田静郎が1957年に設立。自らのダイエット体験を基に、生理学や畜産学に基づいて編み出したダイエットメソッドである「和田式フィギュアリング（和田式ダイエット、ミス日本式ダイエットなどと表記される場合もある）」を紹介することを目的として設立された。
設立当初は、神田の銭湯での営業開始前に、体系に悩む市民を対象に、脱衣所を利用して、健康体操や痩身理論（ダイエットメソッド）についての講義・指導を行い、着実な美容効果を生み出し、1959年に日本テレビ放送網の情報番組『婦人ニュース』での紹介をきっかけに、出版や講演会などで幅広く紹介し世間に注目された。
その後、1961年4月から始まった、讀賣テレビ放送による日本初のダイエット番組『テレビとともにやせましょう』によって和田式フィギュアリングはさらに世の中によく知られるようになる。この放送は2年6ヶ月続いた。この放送により和田式は戦後初の全国的ダイエットブームを巻き起こすこととなり、和田式フィギュアリングが日本初の体系的痩身手法として全国的に認知されたことにより、和田研究所は全国に教室を持ち普及を図った。これは当時としては、現在世の中に数多く存在するダイエット教室やエステサロンなどのさきがけとなる事業であった。
2021年1月現在では、東京都新宿区、静岡県静岡市、京都府京都市、福岡県福岡市、鹿児島県鹿児島市の5箇所に教室が存在する。

## 沿革
- 1957年 和田研究所設立[1]。
- 1959年 日本テレビ「婦人ニュース」にてテレビで初めて和田式が紹介[2]。
- 1961年 讀賣テレビ放送「テレビとともにやせましょう」放映開始(～1963年<昭和38年>末まで)[2]。
- 1967年 読売新聞社よりミス日本コンテストの大会運営権利を委譲される。同年8月に復活第一回ミス日本コンテストを讀賣テレビ本社スタジオにて実施する[2]。
- 1970年 和田商事株式会社（代表取締役・和田静郎）設立[3]。和田研究所を運営[2]。
- 1985年 静郎の長男・浩太郎が日本航空123便墜落事故で死去[2]。
- 1996年 静郎の次男・薫の妻・優子が所長就任[4]。
- 1998年 和田優子が和田商事株式会社代表取締役就任[2]。
- 2021年 優子の長男・和田健太郎が所長就任。

## 事業内容
1. 和田研究所の知的所有権及び財産権の管理[1]
2. 和田式フィギュアリング（日常生活の管理・和田式美容体操・9品目食事法）の指導、教室の運営、美容体操教材の開発及び販売、美容健康食品及び機器の製造販売[1]
3. ミス日本コンテストの運営支援（メセナ=和田研究所の社会福祉貢献活動）[5][1]

 ※2017年6月1日よりミス日本コンテスト大会の主催･運営業務は「一般社団法人ミス日本協会」に移管

## 和田式フィギュアリング
フィギュアリングとは、単に体重を落とすだけでなく、整ったプロポーションを形づくる（フィギュア）という意味。和田静郎が創始したダイエット法で「和田式」とも呼ばれる。
基本は次の条件からなっている。肉、魚、貝、豆、卵、乳製品、油脂、海藻、野菜の9品目をしっかり食べる（ただし1日2食）。
週に一度だけ、気になる部分のぜい肉を落とす体操、その後の45分間入浴、日常の活動を積極的に行うこと、充分な休息、この5つである。
特徴的なのは、外食がOKであること。中華料理などは意外と野菜を摂れるもの、足りない品目は携帯おつまみで補ってもかまわない。
栄養のバランスが整うことで新陳代謝も活発となり、ただやせるだけでなく、体力がついて肌もきれいになるという。

## 和田式体操教室
設立者の和田静郎が自らの肥満体質を改善すべく試行錯誤の末に「和田式ダイエット」を発案して教室を開設。
教室は日本全国に広まり、10万人近い女性を健康的な美に導いている。
所在地は5箇所
1. 和田研究所東京教室（東京都新宿区）[1]
2. 和田研究所静岡教室（静岡県静岡市）[1]
3. 和田研究所京都教室（京都府京都市）[1]
4. 和田研究所福岡教室（福岡県福岡市）[1]
5. 和田研究所鹿児島教室（鹿児島県鹿児島市）[1]

## シャワラー
温水によって大腸洗浄を行う医療用洗浄器。『一人でできる大腸洗浄』
「腸洗浄」は腸内をきれいにして悪玉菌を減らし善玉菌を増やし腸内細菌の環境をよくする。

## ミス日本コンテスト
和田静郎は「美容研究の第一人者」として認知されたことを契機に、1967年に讀賣新聞社からミス日本コンテスト大会の運営権利を引き継ぎ、それまで、1952年の第2回大会以後、14年にわたり休眠状態であった同大会を1967年8月に復活させる。
和田研究所は今日まで主催団体として同大会の運営の中核を担っており、各賞受賞者や、グランプリ決定大会にノミネートされたミス日本候補生に、和田がこれまで培ったダイエットメソッドなどのノウハウを継承し、様々な社会分野で活躍する女性たちを積極的に支援・応援していく姿勢を大切にしている。
2014年まで、一般公募によってグランプリを初めとする各賞の受賞者を決めてきたが、2015年から、公募とは別に、和田のこれまでの業績をたたえ、和田が長年にわたり提唱した「美しい女性に対して栄誉と実益を与えよう」とする、ミス日本コンテストの理念にかなう顕著な活躍を見せ、将来の期待を秘めた著名人を、特別にミス日本の一員として推薦表彰する「和田静郎特別顕彰ミス日本」という記念賞が新規に制定された。

## メディア出演
- 「ジェネレーション天国」（フジテレビ）[2]
- 「日曜ビッグバラエティ・言われてみれば ニッポン スゴイ史!」（テレビ東京） - 日本初のダイエットブームの火付け役として紹介[2]
- 「平成タイムジャンパー」（テレビ朝日）[2]

## 関連書籍
- 「すらりと美しくなる本 世界の女性がうらやむ日本フィギュアリング法」（光文社 和田静郎 1963年刊行）
- 「すらりとぴったり本―世界の女性がうらやむ日本フィギュアリング法」（カッパ・ブックス 和田静郎 1963年1月1日刊行） ASIN B000JAHE3C
- 「和田式トレーニング美しいプロポーション : 若い人には美を中年の方には健康を」（日東書院 和田静郎 1967年刊行）
- 「整身術 : 積極的な健康管理」（文芸春秋 和田静郎 1967年刊行） ASIN B000JA6K46
- 「やせて強くなる法 : 健康な体をつくる現代の仙術」（徳間書店 和田静郎 1967年刊行）
- 「やせて美しくなる入浴 あなたもわずかな時間で若肌を!!」（日東書院 和田静郎 1967年8月刊行）
- 「ルーレット必勝法入門」（和田研究所出版部 和田静郎 1969年刊行） ASIN B000J93J64
- 「おなかいっぱい食べてやせる本 和田式九品目食事・献立365日」（日東書院 和田静郎 1970年）
- 「美しいやせ方10週間 : アンチLL作戦の全貌」（池田書店 和田静郎 1971年刊行）
- 「おなかがやせて強くなる : 若返りの1分間体操」（白揚社 和田静郎 1971年刊行）
- 「若返りコース10週間 : 超ステイ・ヤングの技術」（池田書店 和田静郎 1972年刊行）
- 「ルーレット」（虹有社 和田静郎 1973年刊行）
- 「脚が美しくなる本」（主婦と生活社 和田浩太郎 1973年）
- 「食べてやせられる献立 : 和田式九品目の理論と実際」（主婦と生活社 今村知子 1973年刊行）
- 「美しいプロポーション 若い人には美を中年の方には健康を!! 和田式トレーニング」（日東書院 和田静郎 1973年9月刊行）
- 「和田式フィギュアリングによる魅力的なプロポーション ～カセット・解説書～」（(株) ティー・ビー・エス・サービス 和田静郎 1981年8月1日再制作版）
- 「やせたい部分がやせる本 : テキスト付き・均整美をつくる体操と生活」（日本文芸社 木崎国嘉・和田静郎 1981年6月刊行）
- 「健康危機からの脱出 : 教祖和田静郎大いに語る」（IN通信社出版部 和田静郎 1983年4月刊行）
- 「シャワラー健康法」（東京タイムズ社出版局 和田静郎 1983年8月刊行）
- 「和田式美しくやせる10週間 : やせたい部分が確実にやせられる驚異の痩身法」（池田書店 和田静郎 1984年2月刊行） ISBN 4262120147
- 「管理職のための健愁法入門 : 若返りの秘訣」（弘済出版社 和田静郎 1985年7月刊行） ISBN 978-4330232850
- 「決定版!やせてスッキリ : 8万人-30年間信頼の実証」（文化創作出版 和田静郎 1986年4月刊行） ISBN 4938500655
- 「和田静郎健康革命 : 健愁法のすすめ」（ビジネス社 和田静郎 1989年3月刊行） ISBN 4828403779
- 「もう一度、やせたい! : 30歳過ぎたら、本気でダイエット。」（文化出版局 和田要子 1989年10月刊行） ISBN 978-4579203437
- 「ルーレットの楽しみ方」（虹有社 和田静郎・和田薫 1989年12月） ISBN 4770900104
- 「和田要子の美しくやせる本 : やせたい部分をスッキリさせる体操と食事法 イラスト版」（日東書院 和田要子 1990年5月刊行） ISBN 4528003384
- 「この方法で8万人がやせた! : 30日で美しい体型に変えられる」（主婦と生活社 和田静郎 1990年8月刊行） ISBN 4391112663
- 「ビューティ・ダイエット : 10週間できれいにやせる」（池田書店 和田静郎 1991年7月刊行） ISBN 4262119068
- 「お腹がキュッとへこむ秘密集 : ラクにできて体に安心!週1回6分間フィギュアリング」（文香社 和田要子 1996年10月刊行） ISBN 4938933012
- 「美しいカラダをつくる : 和田式フィギュアリングのすべて」（日経BP企画 和田薫 1999年10月刊行） ISBN 4931466087
- 「フィギュアリング・ダイエット―和田式完全読本」（マガジンハウス 和田要子・上田三根子 2001年1月1日刊行）[6] ISBN 978-4838712991
- 「腸洗浄があなたの老化を予防する : 十年先を考えて今から始めるシャワラー健康法」（文芸社 和田薫・和田優子 2001年12月刊行） ISBN 4835525108
- 「「一週間」ダイエット」（三笠書房 和田要子 2002年3月刊行） ISBN 4837961304
- 「ミス日本式ビューティ・ダイエット」（日本文芸社 和田優子 2002年10月刊行） ISBN 4537201649
- 「実践9品目ダイエット・メニュー : から揚げ、グラタン食べてもやせる」（講談社 和田要子 2004年3月刊行） ISBN 4062716240
- 「美しくやせるボディ・デザイン・ダイエット」（二見書房 和田薫・和田優子 2004年9月刊行） ISBN 4576041428
- 「「肥満救済」マーケティング」（日本経済新聞出版 高橋千枝子・有元裕美子 2009年4月23日刊行）ISBN 978-4532314484
- 「50年間変わらず受け継がれてきたミス日本式ダイエット」（サンクチュアリ出版 和田優子 2010年1月22日刊行）ISBN 4861139384
- 「たった1年で20キロ痩せた男のダイエットルール」（ブックマン社 和田要子 2014年6月刊行） ISBN 9784893088192

## 映画製作
- 「入浴美容法の秘訣」 - 1965年から1967年までの記録[2] ※ https://www.youtube.com/channel/UCzUqDRfc8Gvazj9UcKy9RlA

## 和田一族
- 和田静郎（創設者、美容家）「和田式フィギュアリング」（別称に「和田式ダイエット」「ミス日本式ダイエット」など）考案者[2]
- 和田浩太郎（美容家、静郎の長男）ミス日本審査員。日本航空123便墜落事故で死去[注釈 1]
- 和田要子（美容体育研究家、浩太郎の妻）和田研究所指導者を経て独立。株式会社アッパー代表取締役社長[10]
- 和田薫（美容家、静郎の次男）前和田研究所長（1996年～2020年）[2]
- 和田優子（美容家、薫の妻）和田商事株式会社代表取締役、前ミス日本コンテスト大会委員長（1996年～2020年）[2]
- 和田健太郎（美容家、薫の長男）ミス日本コンテスト事務局代表、和田研究所長（2020年～現在）[2]
- 和田あい（美容家、薫の長女）ミス日本コンテスト大会委員長（2020年～現在）[2]
- 木暮実千代（女優、静郎の従姉弟）本名は和田つま[11]
- 黒川鍾信（作家、静郎の従甥）[11]